# Hicham Ziouti
Hicham Ziouti (ur. 17 grudnia 1985 w Gisors) – francuski bokser, brązowy medalista Mistrzostw Europy z Liverpoolu.

## Kariera amatorska
W 2006r., Ziouti został mistrzem Unii Europejskiej w kategorii piórkowej. W ćwierćfinale zmierzył się z Turkiem Yakupem Kılıçem, którego pokonał na punkty (45:30). W półfinale rywalem Francuza był Alexey Shaydulin, wicemistrz świata z 2005 r. w kategorii piórkowej. Ziouti zwyciężył, ale po ciężkiej batalii, w której potrzebna była dogrywka, żeby wskazać zwycięzcę. W finale zmierzył się z Grekiem Theodorosem Papazovem, którego pokonał na punkty (39:35), zdobywając złoty medal.
W czerwcu 2008 r., Ziouti wystartował na kolejnych Mistrzostwach Unii Europejskiej, które odbywały się w Dublinie. Francuz doszedł do półfinału, gdzie pokonał go zdobywca złotego medalu, David Oliver Joyce. Półfinał zapewnił Francuzowi brązowy medal. W listopadzie wystartował na Mistrzostwach Europy w Liverpoolu. W 1/16 finału, Ziouti wyeliminował Walijczyka Craiga Evansa, pokonując go na punkty (10:5). W 1/8 finału, Ziouti zmierzył się z Białorusinem Kirilem Relikhem, którego pokonał na punkty (7:4). W walce o półfinał, Francuz pokonał Kerema Guergena (3:1). W półfinałowej walce, Francuz zmierzył się z mistrzem olimpijskim Wasylem Łomaczenką. Ziouti uległ nieznacznie na punkty (1:2) i zdobył brązowy medal.